# 深木章子
深木章子（日语：／ Miki Akiko，1947年8月2日—）是一位日本推理小說作家，出生于東京都，毕业于东京大学法学部。

## 生平
深木章子自1973年起担任东京律师会所的律師，在滿60歲退休後開始寫作。2010年，《鬼畜之家》（日语：『鬼畜の家』）获得玫瑰之城福山推理文学新人奖。2013年，《衣更月家族》（日语：『衣更月家の一族』）入围第13届本格推理大獎。2014年，《螺旋之底》（日语：『螺旋の底』）入圍第14届本格推理大獎。

## 作品列表

### 单行本
- 鬼畜之家（鬼畜の家）（2011年4月 原書房 / 2014年4月 講談社文庫 / 2020年5月 力潮文创（发行）台海出版社（出版））
- 衣更月一族（衣更月家の一族）（2012年3月  / 2015年3月 講談社文庫 / 2021年5月 力潮文创（发行）台海出版社（出版））
- 螺旋之底（螺旋の底）（2013年3月  / 2016年3月 講談社文庫 / 2021年5月 力潮文创（发行）台海出版社（出版））
- 恶意的构图 侦探的委托人（殺意の構図 探偵の依頼人）（2013年12月 光文社 / 2016年9月 光文社文庫 / 2024年 力潮文创（发行）台海出版社（出版））
- （2014年10月 KADOKAWA）
  - 【改題】（2017年8月 角川文庫）
- 反转，追诉时效（交換殺人はいかが? じいじと樹来とミステリー）（2015年6月 光文社 / 2023年预定 力潮文创千本樱文库（发行）台海出版社（出版））
  - 【改題】（2018年4月 光文社文庫）
    - 收录作品：
- （2015年8月 原書房ミステリー・リーグ / 2018年9月 角川文庫）
- （2016年9月 KADOKAWA / 2019年8月 角川文庫）
- （2017年10月 新潮社）
- 消失的断章（消えた断章）（2018年3月 光文社 / 2023年预定 力潮文创千本樱文库（发行）台海出版社（出版））
- （2019年9月 KADOKAWA）
- 欺瞒的动机 （欺瞞の殺意）（2020年2月  / 2022年12月 力潮文创千本樱文库（发行）台海出版社（出版））

### 选集收录
- （2014年6月 講談社ノベルス）